# Jürgen Grisse
Jürgen Grisse   (Neunkirchen, 24 d'abril de 1948) és un antic pilot d'enduro alemany de renom internacional durant la dècada del 1970. Especialista en petites cilindrades, al llarg de la seva carrera va guanyar un Campionat d'Europa de 100cc (1977) i quatre campionats d'Alemanya en diverses categories. També va formar part de l'equip de la RFA que va guanyar el Trofeu als Sis Dies Internacionals d'Enduro els anys 1975 i 1976.
Des del 1977, Grisse regenta un establiment comercial dedicat íntegrament a la motocicleta a Neunkirchen (regió de Siegerland, Rin del Nord-Westfàlia), anomenat Zweirad Grisse.